# Remondo (kommunhuvudort)
Remondo är en kommunhuvudort i Spanien.   Den ligger i provinsen Provincia de Segovia och regionen Kastilien och Leon, i den centrala delen av landet, 120 km nordväst om huvudstaden Madrid. Remondo ligger 756 meter över havet och antalet invånare är 329.
Terrängen runt Remondo är huvudsakligen platt, men åt nordväst är den kuperad. Runt Remondo är det ganska glesbefolkat, med 21 invånare per kvadratkilometer. Närmaste större samhälle är Iscar, 4,7 km nordväst om Remondo. 